# Dolores Gangotena
Dolores Marta Gracia de Gangotena y Jijón (Quito - ibídem), fue una aristócrata, restauradora y coleccionista de arte ecuatoriana. Como esposa del presidente de ese país, Camilo Ponce Enríquez, es reconocida además como Primera dama de la nación, cargo que ejerció entre el 16 de septiembre de 1956 y el 31 de agosto de 1960.

## Biografía
Nació en la ciudad de Quito, como la segunda entre cuatro hijos del matrimonio conformado por el presidente del Senado y encargado del poder de la República en 1921, Enrique Gangotena y Jijón (primero) y su esposa, la aristócrata Dolores de Jijón y Ascázubi. Por su lado materno fue tataranieta de los héroes independentistas de 1809, Juan de Salinas y Javier de Ascázubi.
A pesar de la oposición de su padre y de los prejuicios de la sociedad ecuatoriana a inicios del siglo XX, Dolores logró ingresar a la Universidad y estudiar Bellas Artes, carrera que se convirtió en la pasión de su vida, pues con los años se convertiría en coleccionista y restauradora de cientos de piezas, sobre todo de arte precolombino y colonial ecuatoriano.
Dolores utilizó gran parte de las piezas artísticas de su enorme colección personal para decorar los salones y habitaciones de la centenaria Hacienda La Herrería, que su esposo había heredado casi en ruinas en el valle de Los Chillos, y ella se encargó de restaurar meticulosamente con la ayuda de varios artesanos y arquitectos.

### Matrimonio y descendencia
Alrededor del año 1940 contrajo matrimonio con Camilo Ponce Enríquez, de quien tendría cinco hijos:
- Camilo Ponce Gangotena. casado con Adela de Jesús María de la Paz Tobar, con descendencia.
- Enrique Ponce Gangotena.
- Margarita Ponce Gangotena.
- Inés Clara Ponce Gangotena.
- Dolores Ponce Gangotena.

## Primera dama y últimos años

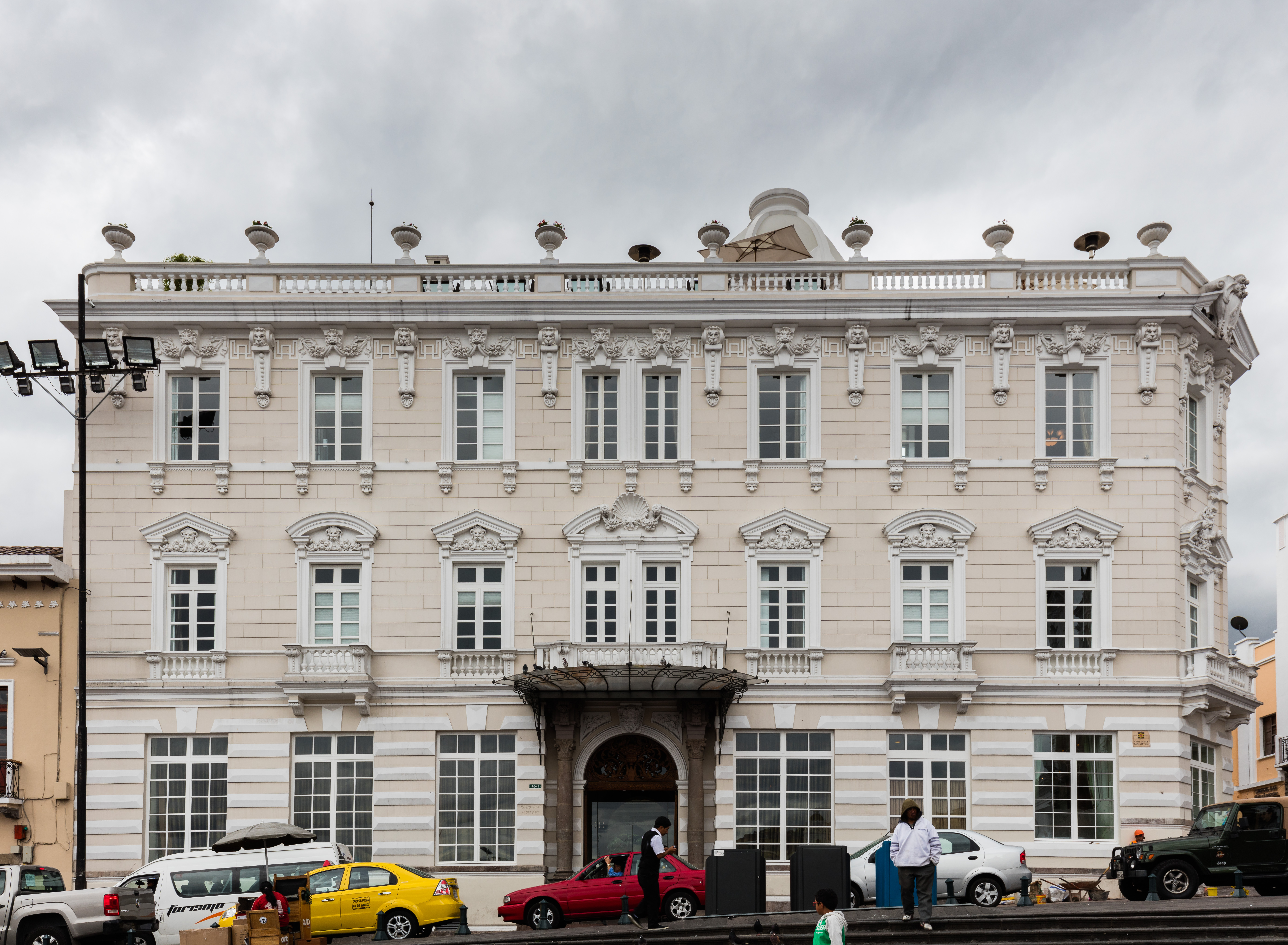
Palacio Gangotena, en el centro histórico de Quito, que heredó Dolores tras la muerte de su padre.

Como primera dama de la nación, Dolores fue anfitriona del Palacio de Carondelet durante los cuatro años que duró la presidencia de su esposo, al que también acompañaba a diversos actos protocolares, tanto a nivel nacional como internacional. Debido a que Carondelet estuvo en remodelación durante gran parte del Gobierno de Ponce Enríquez, Dolores debió planear docenas de recepciones de Estado en su propia residencia urbana del Palacio Gangotena, frente a la plaza de San Francisco, así como también en la propiedad rural de su esposo, conocida como Hacienda La Herrería, en el valle de Los Chillos.